# Купцов, Владимир Иванович
Влади́мир Ива́нович Купцо́в (10 августа 1936, Москва, РСФСР — 14 апреля 2015, Москва, Российская Федерация) — советский и российский философ, специалист по общей теории философии, гносеологии, философии и методологии науки, культурологии. Автор научных трудов в области философии проблем образования, структуры научного знания. Ряд работ посвящён роли науки в современном мире, гуманитаризации образования. Доктор философских наук, профессор. Профессор МГУ имени М. В. Ломоносова, действительный член Российской академии образования (1993; действительный член АПН СССР с 1990).

## Биография
В 1959 г. окончил Московский физико-технический институт, в 1963 г. — аспирантуру философского факультета МГУ и защитил диссертацию на соискание учёной степени кандидата философских наук по теме «О природе статистических закономерностей».
С 1963 г. преподавал в МГУ, в 1976—1985 гг. — профессор, заведующий кафедрой философии для естественных факультетов МГУ.
В 1974 году в МГУ имени М. В. Ломоносова защитил диссертацию на соискание учёной степени доктора философских наук по теме «Лапласовский детерминизм и вероятность» (специальность 09.00.08 — философия науки и техники)
В 1985—1987 гг. — заместитель директора Института философии АН СССР.
В 1987—1992 гг. — начальник Главного управления преподавания общественных наук Министерства высшего и среднего специального образования СССР и Государственного комитета СССР по народному образованию.
С 1992 г. — директор объединения «Гуманитарное образование» МГУ.
Академик Академии педагогических наук СССР с 1990 г. (в настоящее время — РАО).
В 2000-х гг. преподавал также в Международном независимом эколого-политологическом университете и РГСУ, одновременно возглавлял кафедру философии, придя на смену профессору Никитину. Подготовил свыше 30 кандидатов наук.

## Научная деятельность
Инициатор разработки школьного курса «Человек и общество», редактор и соавтор соответствующего учебного пособия (с 1994 г.).
Являлся автором оригинальных исследований в области философских проблем развития науки и образования, структуры научного знания, особенностей научного познания, природы фундаментальных открытий, математизации науки, детерминизма, особенностей современного мира:
- показал особенности естественно-научной картины мира на основе динамических законов, обосновал несводимость статических закономерностей к динамическим, на основе системного
- проанализировал различные интерпретации теории вероятностей, показана важность её использования в физике, биологии, социологии и других областях науки,
- изучал особенности философского мышления, структуру научного знания, соотношение эмпирического и теоретического в научном познании,
- исследовал критерии научности и их значение для науки и практики,
- провел анализ интеграционных процессов в истории цивилизации и в современном мире, изучение и выявление особенностей социальных революций в XX века,
- исследовал особенности развития системы образования и его места в развитии истории общества.

Предложил концепции антиредукционизма, соотношения генетически связанных теорий, занимался вопросами причин фундаментальных открытий, многообразия и особенностей математизации различных наук; исследовал методологические проблемы, связанные с изучением научного наследия Грегора Менделя. За достижения в этой области был удостоен медали Г. Менделя (ЧССР). Также выдвинул собственную концепцию относительно интерпретации учения В. И. Вернадского о ноосфере.
Заслуженный профессор МГУ (2012).
Как педагог отличался редкой способностью доносить информацию до слушателя интересно, доступно, понятно.

## Научные труды
- «О характере связей статистической системы» // Вестник МГУ. Сер."Философия". 1963. № 6; Философские проблемы естествознания. [В соавт.]. М., 1966;
- «О характере вероятностных представлений в физике» // Философские вопросы квантовой физики. М., 1970 (пер. на итал. яз.);
- «К обоснованию вероятностно-статистических представлений в географии». [В соавт.] // В. МГУ. Сер. «География». 1970. № 1 (пер. на англ. яз.);
- «Философия и наука». [В соавт.]. М., 1973;
- «Детерминизм и вероятность». М., 1976;
- «Структура научного знания» // На пути к единству науки. М., 1983;
- «Социальная обусловленность научного открытия» // Философия и культура. Тезисы к VII Всемирному философскому конгрессу (Монреаль, 1983). М., 1983;
- «Социальные предпосылки научного открытия» // Труды VII Междунар. конгресса по логике, методологии и философии науки. Т.3. Зальцбург, 1983 (на нем. яз.);
- «Редукционизм и современная наука» // Общественные науки. 1987. № 2;
- «Философия и научное познание» // Наука как предмет исследования. М., 1987 (на англ. яз.);
- «Философия в современном мире». М., 1987;
- «Интеграция и социальный прогресс» // Интегративные тенденции в современном мире и социальный прогресс. М., 1989;
- «Человек и общество». В 3 т. [В соавт.]. М., 1993;
- «Философия и методология науки». (Уч. пос. для студентов вузов). М., 1996. [В соавт.];
- «Развитие естествознания в контексте мировой истории». М., 1998.